# Scolopendra cingulata
La escolopendra (Scolopendra cingulata) es una especie de miriápodo quilópodo de la familia Scolopendridae.

## Descripción

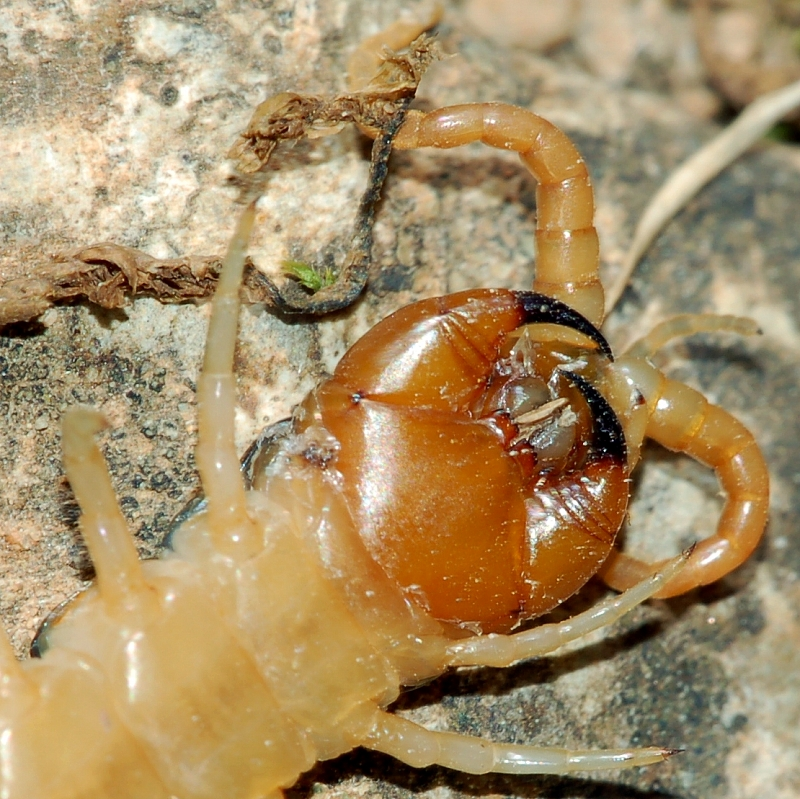
Parte inferior de la cabeza.

Es el miriápodo de mayor tamaño de Europa, llegando a alcanzar una longitud de 17 cm. Su coloración es muy variable, desde un marrón verdoso hasta marrón amarillento, más claro en los ejemplares jóvenes, con bandas transversales más oscuras. La cabeza, antenas, último par de patas y último segmento del tronco de color anaranjado. Presenta 21 pares de patas, de los que destaca el último par, debido a su robustez y por mostrar numerosas y fuertes espinas.

## Distribución y hábitat
Es una especie propia de la zona mediterránea, que se encuentra en zonas abiertas, como matorrales, donde vive bajo piedras o sobre el suelo, escondido durante el día en madrigueras. En la península ibérica falta en lugares montañosos elevados.

## Morfología
Tamaño y Forma:
Es una centípeda de tamaño mediano a grande, con una longitud que suele oscilar entre 10 y 15 centímetros, aunque puede ser más grande en algunos casos. Su cuerpo es alargado y segmentado, típico de las escolopendras, con un gran número de patas.
Coloración:
Su coloración varía desde el amarillo hasta tonos marrones o anaranjados, con bandas oscuras a lo largo del cuerpo. Estas bandas a menudo son de un marrón oscuro o negro, lo que le da un aspecto distintivo.
Segmentos Corporales:
El cuerpo está compuesto por múltiples segmentos (generalmente 21 a 23), cada uno con un par de patas. El primer segmento detrás de la cabeza es conocido como el "segmento forcipulado", y contiene un par de grandes forcípulas (patas modificadas) con las que la escolopendra inyecta veneno a sus presas.
Cabeza y Antenas:
La cabeza es ancha y plana, con un par de largas antenas segmentadas que usa para detectar estímulos en el entorno. Tiene mandíbulas fuertes para masticar y triturar su alimento.
Patas y Locomoción:
Tiene un total de 21 a 23 pares de patas, una por segmento. Son largas y delgadas, permitiéndole moverse rápidamente.
Apéndices Posteriores:
El último segmento del cuerpo a menudo tiene apéndices modificados que pueden parecer patas, pero tienen funciones sensoriales y defensivas. Estos apéndices posteriores pueden usarse para confundir a los depredadores y también como defensa si se siente amenazada.

## Comportamiento

### Alimentación
Es un depredador que caza por la noche, inoculando el veneno de sus forcípulas a sus presas. Su alimentación se compone de invertebrados nocturnos, principalmente arañas, cucarachas y caracoles.

### Reproducción
En la época de cría, la hembra construye una cavidad donde posteriormente pone los huevos, a los que protege con su cuerpo.

## Toxicidad
Su picadura en humanos causa dolor intenso, inflamación y edema localizados por acción del veneno inoculado. En algunas ocasiones también se presenta necrosis. Suele resolverse totalmente en pocos días. Sin embargo, en personas sensibilizadas puede provocar shock anafiláctico, en cuyo caso se convierte en una emergencia médica.